# 古性優作
古性 優作（こしょう ゆうさく、1991年2月22日 - ）は、競輪選手、元自転車競技選手。日本競輪選手会大阪支部所属、ホームバンクは関西サイクルスポーツセンター。日本競輪学校（当時。以下、競輪学校）第100期生。
自転車競技での実績としては、2006年から2008年にかけて3年連続で全日本BMX選手権大会に優勝するなどの業績を残している。

## 来歴
大阪市出身。BMX中心の日々ながら中学時代には、体力作りのためラグビー部に入っていた。清風高等学校卒業。
競輪における師匠はいないが、練習では郡山久二（2025年6月死去）の指導をA級時代から受けてきた。
2010年1月15日、競輪学校第100期生入学試験に適性試験で合格。同年5月に入学。翌2011年3月に卒業。
2011年7月4日、岸和田競輪場でデビューし、同レースで初勝利を挙げた。また後2日間も勝ち、デビュー場所で完全優勝を果たした。
2015年3月15日、和歌山競輪場で100勝を達成。
2016年10月10日、第25回寬仁親王牌（前橋競輪場）にて、初めてGI決勝に進出（7着）。12月6日、地元の岸和田競輪場「岸和田キング争覇戦」で、記念競輪（GIII）を初優勝。
2019年、元女優の渡辺貴実花と結婚。
2021年8月15日、第64回オールスター競輪（いわき平競輪場）にて脇本雄太の番手から優勝し、初のGIタイトル獲得（大阪勢では稲川翔以来のタイトルホルダー）。12月30日のKEIRINグランプリ2021では単騎の戦いとなったが、道中は関東3車をマークし進み、ジャンで関東勢と共に前段に出切ると、最終バックでその関東3車を捲り2車身差で優勝。同年の賞金王ともなる。
2022年、2月23日の第37回読売新聞社杯全日本選抜競輪（取手競輪場）にて優勝、2つ目のGIタイトル獲得。6月19日の第73回高松宮記念杯競輪（岸和田競輪場）でも優勝し、3つ目のGIタイトル獲得（大阪支部所属選手の地元GI優勝は1957年のオールスター競輪（大阪中央競輪場）の西村公佑に次いで65年ぶり3度目）。また同年は競輪祭（二予A敗退）を除くGI5大会で決勝戦に進出したことなどが評価され、2022年競輪表彰選手として優秀選手賞を受賞した。KEIRINグランプリではラインを組んだ脇本雄太を差し切れず1/4輪差の2着で、連覇達成はならなかった。
2023年2月26日、全日本選抜競輪（高知）にて優勝し、全日本選抜を連覇。同大会での2年連続優勝は、1989年（第5回）の中野浩一以来、34年ぶりであった。続いて地元バンク（岸和田）での高松宮記念杯を制覇したほか、10月の寬仁親王牌（弥彦）では大会史上2人目となる完全優勝で制覇し、この時点で1997年の神山雄一郎以来26年ぶりとなる年間GI3勝を達成した。2022年と同じく、競輪祭（準決勝敗退）を除くGI5大会で決勝戦に進出した。KEIRINグランプリでは脇本雄太の番手から直線で飛び出すも伸びを欠き4着。
2024年8月のオールスター競輪（平塚）では、ファン投票1位に初選出され、自身3年ぶり2度目の大会優勝で、また投票1位の選手が制覇できないというジンクスを1999年以来25年ぶりに破った。その次のGI、10月の寬仁親王牌（弥彦）でも優勝を果たし（大会史上2人目となる2連覇）、3年連続で複数のGIを制覇した。競輪祭は、今年も準決勝で敗退（2位入線・斜行失格）し、3年連続でGI5大会の優出となった（26戦のうち1着11回）。2024年の古性の特別競輪は失格した競輪祭を除いて全て決勝進出し4着以内である。12月30日のKEIRINグランプリ2024では脇本の番手から、3年前と同じ静岡で優勝。年間獲得賞金額が3億8311万5596円となり2022年の脇本を超えて、公営競技の年間獲得賞金記録を大幅更新もした。
2025年3月23日に行われた第9回ウィナーズカップ（伊東温泉）では、決勝戦で最終3コーナーで単騎の眞杉匠の捲りをブロックし、寺崎浩平の番手から切り替えて1着となり優勝。GP、GIはこれまで合わせて10回制覇しているが、これが自身初のGII制覇となった。
古性もグランドスラム及びグランプリスラムに近い選手であり、残すタイトルは日本選手権競輪と朝日新聞社杯競輪祭である。

## レーススタイル
自力戦も番手戦もこなす、輪界のオールラウンダーとの異名を持つ。2023年のGI3勝のうち、全日本選抜・高松宮記念杯は番手から、寬仁親王牌は自力まくりで獲得している。また、2024年のGⅠ2勝は、オールスターは番手から、寛仁親王牌は3番手から制覇している。
さらに、ヨコの動きに対しても非常に強く、2024年のG3松山記念・函館記念のように別線の番手選手(過去の実績では、郡司浩平や和田真久留など)を捌いて勝つなどの戦い方もできる。さらに自転車の扱いも巧みで、2024年の寬仁親王牌決勝では最終3コーナーでの郡司浩平のブロックの煽りであわや落車となるところ、前輪を引いて接触を回避し優勝に繋げたほか、同年日本選手権決勝の入線直後に平原康多に追突しそうになるところ、とっさに頭を平原の尻に出して事故を防いでいる。

## 主な獲得タイトルと記録
- 2021年 - オールスター（いわき平競輪場）、KEIRINグランプリ（静岡競輪場）
- 2022年 - 全日本選抜（取手競輪場）、高松宮記念杯（岸和田競輪場）
- 2023年 - 全日本選抜（高知競輪場）、高松宮記念杯（岸和田競輪場）、寬仁親王牌（弥彦競輪場）完全優勝
- 2024年 - オールスター（平塚競輪場）、寬仁親王牌（弥彦競輪場）、KEIRINグランプリ（静岡競輪場）
- 年間賞金王 - 2回（2021年、2024年）

## 主な実績
2005年
- 全日本マウンテンバイク選手権大会 フォークロス(4X)優勝[34]。

2008年
- 全日本BMX選手権大会 ジュニア部門 優勝。
- BMX世界選手権 ジュニア部門 8位

2009年
- 全日本BMX選手権大会 ジュニア部門 優勝。